# ZPL (limbaj de programare)
Zebra Programming Language (ZPL și ZPL II) este un limbaj de descriere a paginilor de la Zebra Technologies. Este folosit în principal pentru aplicații de etichetare. Originalul ZPL a fost avansat la ZPL II, dar nu este oferită o compatibilitate completă cu versiunea mai veche. Între timp, ZPL II este emulat de mai mulți imprimante de etichete ale diferiților producători.
Ulterior, Zebra Basic Interpreter (ZBI) a fost integrat în software-ul imprimantei, care este văzut ca o avansare la ZPL II de către producător și este orientat ANSI BASIC. În primul rând, se intenționează să se evite refactorizarea codului la schimbarea imprimantei, dacă software-ul vechi al imprimantei a fost scris de o imprimantă de etichete a unui concurent. O posibilă utilizare a ZBI ar putea fi atunci când imprimanta Zebra primește un format de etichetă străină, pe care apoi o va converti în ZPL II în zbor, pentru a putea fi tipărită.
Unele imprimante suportă, de asemenea, vechiul limbaj de programare Eltron (EPL) pentru imprimante.

## Comenzi
Comenzile lingvistice încep întotdeauna cu un caret ('^') sau semnul tildei ('~'). În prezent, în ZPL II există mai mult de 170 de comenzi. Fiecare format trebuie să înceapă cu comanda ^XA și se termină cu ^XZ. De exemplu, dimensiunea fontului este trimisă la imprimantă cu ^ADN,n,m comandă, unde n și m sunt numere întregi care indică dimensiunea fontului și caracteristicile spațiere;
^ADN,18,10 este cea mai mică dimensiune și ^ADN,180,100 cea mai mare.

## Exemplu
O ieșire simplă care afișează textul "Wikipedia" poate fi făcută folosind codul de mai jos.
```
^XA
^LH30,30
^FO20,10
^ADN,90,50
^AD^FDWikipedia^FS
^XZ

```